# 陸奥ノ花亮一
陸奥ノ花 亮一（むつのはな りょういち、1919年11月27日 - 1987年1月27日）は、昭和時代の大相撲力士。湊川部屋所属。本名は立花 亮一（たちばな りょういち、のち、中村姓）。青森県上北郡野辺地町出身。最高位は十両13枚目格。得意技は右四つ、押し。

## 経歴
湊川部屋に入門し、1936年1月場所に本名の「立花」で初土俵を踏む。1944年5月場所に十両に昇進、5勝5敗の5分の成績だったが、場所後に応召される。1945年6月場所に十両13枚目格で復帰したが、3勝4敗と負け越し幕下に陥落。それ以降は負け越し続きで十両に復帰することなく、1947年6月場所に27歳で廃業した。
廃業後は埼玉県草加市の呉服店の婿養子となり、「中村」と改姓した。1987年死去。

## 主な成績
- 通算成績：70勝72敗  勝率.493
- 十両成績：8勝9敗  勝率.471
- 現役在位：22場所
- 十両在位：3場所

### 場所別成績
| 1936年 （昭和11年） | （前相撲）         | （番付外）              | x               |
| 1937年 （昭和12年） | （前相撲）         | 東序ノ口11枚目 2–5      | x               |
| 1938年 （昭和13年） | 東序二段38枚目 4–3 | 東三段目50枚目 3–4      | x               |
| 1939年 （昭和14年） | 西三段目46枚目 5–2 | 東三段目4枚目 3–5       | x               |
| 1940年 （昭和15年） | 西三段目13枚目 4–4 | 東三段目7枚目 5–3       | x               |
| 1941年 （昭和16年） | 西幕下35枚目 5–3   | 東幕下19枚目 1–7        | x               |
| 1942年 （昭和17年） | 西三段目3枚目 6–2  | 西幕下18枚目 4–4        | x               |
| 1943年 （昭和18年） | 東幕下14枚目 5–3   | 西幕下8枚目 4–4         | x               |
| 1944年 （昭和19年） | 西幕下7枚目 5–3    | 東十両14枚目 5–5        | 東十両 –        |
| 1945年 （昭和20年） | x                  | 東十両 3–4              | 西幕下2枚目 2–3 |
| 1946年 （昭和21年） | x                  | 国技館修理 のため中止   | 東幕下6枚目 2–5 |
| 1947年 （昭和22年） | x                  | 西幕下19枚目 引退 2–3–0 | x               |
| 各欄の数字は、「勝ち-負け-休場」を示す。 優勝 引退 休場 十両 幕下 三賞：敢=敢闘賞、殊=殊勲賞、技=技能賞 その他：★=金星 番付階級：幕内 - 十両 - 幕下 - 三段目 - 序二段 - 序ノ口 幕内序列：横綱 - 大関 - 関脇 - 小結 - 前頭（「#数字」は各位内の序列） |                    |                         |                 |

## 改名歴
- 立花 亮一（たちばな りょういち）1936年1月場所 - 1937年5月場所
- 陸奥ノ花 亮一（むつのはな りょういち）1938年1月場所 - 1947年6月場所